# 日吉丸晃
日吉丸 晃（ひよしまる あきら）は、日本の漫画家、イラストレーター。BLや少女漫画作品、小説の挿絵を手がける。女性。

## 作品リスト

### 漫画
ボーイズラブ漫画
- 神様お願いっ! （花音コミックスCitaCitaシリーズ、芳文社）
- 家政夫物語（花音コミックスCitaCitaシリーズ、芳文社）
- コイ・マネ （Daria連載、Dariaコミックス、フロンティアワークス）
- 片恋ノススメ （Daria連載、Dariaコミックス、フロンティアワークス）
- ア・プリオリ〜キミとオレとの恋愛格率〜（原案：ごとうしのぶ、Daria連載、Dariaコミックス、フロンティアワークス）

少女漫画
- 王子様降臨 （月刊ARIA連載、KCxAria、講談社)
- 初恋モンスター （月刊ARIA連載、連載中、KCxAria、講談社)既刊8巻

その他（コミカライズ）
- 放課後トロイメライ（原作：壱乗寺かるた、ドラゴンマガジン連載、未単行本化）
- “文学少女”と美味しい噺(レシピ)（原作：野村美月、月刊Asuka連載、あすかコミックスDX）全2巻
- “文学少女”と恋する詩人（ポエット）（原作：野村美月、月刊Asuka連載、あすかコミックスDX）
- メサイア〜聖域蝟集〜 （原作：メサイア・プロジェクト、原案：高殿円、月刊Asuka連載、あすかコミックスDX）全2巻

### イラスト
ライトノベル
- さよならトロイメライ（著者：壱乗寺かるた、富士見ミステリー文庫）
- 放課後トロイメライ（著者：壱乗寺かるた、富士見ファンタジア文庫）
- ランブリング・カレイド <星穹の女帝>戦（著者：高瀬彼方・黒鉄アクセル、ファミ通文庫）
- 恋の因果律 裏切りものの恋の詩（著者：緑川愛彩、ビーズログ文庫）

ボーイズラブ小説
- 溶けるほどのキスをして（著者：松岡裕太、角川ルビー文庫）
- 大嫌いだと言ってみろ（著者：渡辺ゆい、角川ルビー文庫）
- 愛してると言ってみろ（著者：渡辺ゆい、角川ルビー文庫）
- 熱砂の略奪者（著者：藤村裕香、アズ・ノベルズ（イーストプレス））
- 虜囚愛人（著者：しみず水都、リリ文庫（大誠社））
- いじめっ子（著者：丸木文華、B‐PRINCE文庫（アスキー・メディアワークス）
- 囮―探偵助手は忙しい（著者：高岡ミズミ、講談社X文庫ホワイトハート（紫））

ジュヴナイルポルノ
- 妹がいっぱい フルーツバスケット（著者：河里一伸、美少女文庫）
- お姫様がいっぱい ようこそ、姫之湯へ（著者：河里一伸、美少女文庫）
- ウエイトレスがいっぱい 南国はーれむレストラン（著者：河里一伸、美少女文庫）